# Allen Kent
Allen Kent (24 d'octubre de 1921 – 1 de maig de 2014) va ser un informàtic i documentalista estatunidenc.

## Biografia i trajectòria professional
Va néixer a la ciutat de Nova York, al barri de Harlem. Va estudiar Química a la Universitat de la Ciutat de Nova York. Durant la Segona Guerra Mundial, va servir en el Cos d'Aire de l'Exèrcit. Després de la guerra, va treballar al MIT en un projecte classificat sobre codificació i cerca mecanitzada de documents.

## Carrera
Al 1955 va ajudar a fundar el Centre de Recerca en Comunicació Documental de la Universitat Case Western Reserve. Aquest va ser el primer programa acadèmic en el camp de la recuperació mecanitzada d'informació, primerament a partir de targetes foradades i més tard utilitzant una nova tecnologia de bobines de cinta magnètica. En aquest mateix any va escriure un article sobre mesures de precisió en la recuperació de la informació.
El 1959 va escriure un article per a la revista Harper's Magazine titulat "Una màquina que fa recerca", una dels primers textos divulgatius en els mitjans de comunicació sobre com podia canviar la vida dels nord-americansla arran de la tecnologia informàtica.
El 1963 es va incorporar a la Universitat de Pittsburgh, on el 1970 va fundar el Departament de Ciències de la Informació. Es va jubilar el 1992. En el moment de la seva mort, Kent era professor emèrit a l'Escola de Ciències de la Informació de la Universitat de Pittsburgh. L'escola va crear una beca amb el seu nom.

## Obres destacades
- Perry, James W.; Kent, Allen; Berry, Madeline M. (1955).  «Machine literature searching X. Machine language; factors underlying its design and development». American Documentation, 6, 1955, pàg. 242–254. DOI: 10.1002/asi.5090060411. (anglès)
- "Una màquina que investiga", (abril 1959), a Harper's Magazine (anglès)
- Anàlisi i recuperació de la informació, 1962 (Information Analysis and Retrieval)
- Enciclopèdia de Biblioteconomia i Ciències de la Informació (The Encyclopedia of Library and Information Science)
- Enciclopèdia d'Informàtica i Tecnologia informàtica(The Encyclopedia of Computer Science and Technology)
- Enciclopèdia de Microordinadors (The Encyclopedia of Microcomputers)

## Premis
- 1968 Premi Eastman Kodak per les seves contribucions significatives a la Tecnologia de les Ciències de la Informació
- 1977 Premi ASIS (American Society for Information Science)[7]
- 1980 Premi ASIS al millor llibre sobre Ciències de la Informació[8]